# Rainer Werner Fassbinder
Rainer Werner Fassbinder, född 31 maj 1945 i Bad Wörishofen, Bayern, död 10 juni 1982 i München, Bayern, var en tysk film- och teaterregissör, manusförfattare och dramatiker.
Rainer Werner Fassbinder tillhörde dem som förde fram den Nya tyska filmen under 1970-talet. Han började göra filmer under 1960-talet och var mycket produktiv med flera filmer per år. Bland hans mest kända filmer finns Lili Marleen (1981), Berlin Alexanderplatz (1980; även uppdelad som en TV-serie i 14 entimmarsavsnitt)  och Maria Brauns äktenskap (1979). Han var dessutom skådespelare i flera av sina filmer.

## Biografi
Fassbinder var son till läkaren Helmuth Fassbinder (1918–2010) och översättaren Liselotte Eder (1922–1993). Efter föräldrarnas skilsmässa 1951 växte han upp hos modern i München och gick på gymnasiet St. Anna i Augsburg. I tonåren flyttade han till fadern i Köln. Han intresserade sig tidigt för filmen och utbildade sig till skådespelare på en privatutbildning. Under tonåren skrev han sina första teaterstycken, dikter, berättelser och filmkoncept. 

### Fassbinder och filmen
I slutet av 1960-talet närmade sig Fassbinder filmen som självlärd. 1966 och 1967 gjorde han sina första kortfilmer. 1967 blev han upptagen som medlem i Action-Theaterns ensemble. Snart kom Fassbinder att ta över regiarbetet. Anslöt gjorde även Hanna Schygulla som Fassbinder lärt känna 1963 på skådespelarutbildningen. Hon blir hans största stjärna med återkommande huvudroller. 1968 upplöstes gruppen och Fassbinder med flera grundade istället antiteater. Utöver Schygulla anslöt flera skådespelare till teatergrupperna som senare var med i flera av Fassbinders filmer: Irm Hermann, Harry Baer, Ingrid Caven, Günther Kaufmann och Margit Carstensen.
Med antiteater-gruppen börjar Fassbinder, inspirerade av Jean-Luc Godard, Douglas Sirk, John Huston, Raoul Walsh och Howard Hawks att experimentera med att göra filmer. 1969 har hans första långfilm Kärlek kallare än döden premiär. Filmen föreställer en blandning av film noir och franska nya vågen och är en gangsterhistoria berättad med knappa medel. Fassbinder var även själv aktiv som skådespelare i långfilmsdebuten och bland annat i Volker Schlöndorffs Baal (1969). 1969–1971 producerar Fassbinder "alternativa" filmer och flera teaterstycken. En ekonomisk kris i teatergruppen leder till dess upplösning och Fassbinder övertar verksamhetern och betalar av skulderna. Hans mor engageras i administrationen och är med i ledningen för den nya produktionsfirma Tango-Film som Fassbinder grundar 1971. Den första spelfilmen från Tango-Film är Frukthandlarens fyra årstider.

### Genombrottet
Fassbinder kan i början av 1970-talet fira flera konstnärliga framgångar och engageras även av den västtyska televisionen, främst av Westdeutscher Rundfunk (WDR) men även SFB och Saarländischer Rundfunk. Här får han en av sina viktigaste stöttare i Peter Märthesheimer. För WDR regisserar Fassbinder flera TV-serier, bland annat Niklashauser Fart (1971), Acht Stunden sind kein Tag (1972) och Martha (1974). Med sina spelfilmer Petra von Kants bittra tårar (1972) och Rädsla urholkar själen (1973) får han stor offentlig uppmärksamhet. Rädsla urholkar själen ger ett internationellt genombrott och mottog kritikerpriset vid Cannesfestivalen och Bundesfilmpreis 1974. Huvudrollerna spelas av Brigitte Mira och El Hedi ben Salem och handlar om utanförskap i det västtyska samhället. Fassbinder blir mer hyllad i utlandet än hemma i Västtyskland där hans filmer och teaterpjäser är kontroversiella. Först med Maria Brauns äktenskap från 1979 fick han ett bredare genombrott i Västtyskland.
Fassbinder arbetade mycket intensivt och hans produktion var enorm. Under 1970 producerade han sju filmer och under hans karriär arbetade han parallellt med flera filmer och teaterpjäser. Under perioden 1969–1982 kom han att regissera 44 filmer, producerade 26 filmer och var skådespelare i 40 filmer. Fassbinder skrev även 14 pjäser. Han kunde med noggrann planering och en återkommande skådespelarensemble och team arbeta effektivt med ett pressat inspelningsschema. Han arbetade under många år tillsammans med kameramannen Michael Ballhaus och kostymören Barbara Baum. Hans största TV-produktion är Berlin Alexanderplatz från 1979–1980. 1978 deltar Fassbinder tillsammans med bland andra Volker Schlöndorff och Alexander Kluge i projektet Deutschland im Herbst om den tyska hösten och Röda arméfraktionen.

### Teman i filmerna
Fassbinders filmer var samhällskritiska, med perspektiv från utsatta och utnyttjade människor. Han tar i sina filmer upp klass, etnicitet, sexuell orientering, makt och förtryck i samhället och inom familjer. Återkommande teman i Fassbinders filmskapande är den tyska efterkrigshistorien. Fassbinder porträtterar livet i Västtyskland och ifrågasätter rådande konventioner. Ett återkommande tema är även människans ensamhet. Flera av hans filmer är inspirerade från Fassbinders egna erfarenheter.  
Med filmer som Lili Marleen tematiserar Fassbinder Tredje riket. I fallet med Lili Marleen och flera andra filmer har Fassbinder tagit inspiration från verkliga händelser, som även är fallet med bland annat Veronika Voss längtan. I andra fall har Fassbinder utgått från existerande verk, som Theodor Fontanes Effi Briest. I Den tredje generationen tar Fassbinder upp den rådande terrorismen i Västtyskland. Fassbinder skapade flera kända kvinnoporträtt genom sina filmer Effi Briest (1974), Maria Brauns äktenskap (1979), Lili Marleen (1981), Lola och Veronika Voss längtan (1982). I Petra von Kants bittra tårar görs alla roller av kvinnor. För Veronika Voss mottog han Guldbjörnen vid Berlins filmfestival och filmen gjorde Rosel Zech till en stjärna.

### Död
Fassbinder levde ett kaotiskt liv. Han kom att konsumera mer och mer droger. Ett personligt slag blev ex-pojkvännens Armin Meiers självmord 1978 som Fassbinder bearbetade genom filmen Ett år med tretton månar. Fassbinder drack även excessivt.
Rainer Werner Fassbinder avled i juni 1982 efter en överdos av narkotika/sömnmedel, med största sannolikhet en olyckshändelse.[källa behövs] Han efterlämnade flera utkast till arbeten och planerade projekt, bland annat en film om Rosa Luxemburg (med Romy Schneider i titelrollen). Sista långfilmen, Matrosen och stjärnan (1982), var vid hans död inte helt färdig.
Fassbinder är begravd på Bogenhausener Friedhof i München. Hans verk förvaltas av stiftelsen Rainer Werner Fassbinder Foundation (RWFF) som grundades 1986 av Liselotte Eder och sedan 1992 kontrolleras av Juliane Lorenz som levde tillsammans med Fassbinder.

## Filmografi i urval
- 1969 – Kärlek kallare än döden
- 1969 – Katzelmacher
- 1970 – Götter der Pest
- 1970 – Warum läuft Herr R. Amok?
- 1970 – Den amerikanske soldaten
- 1970 – Whity
- 1970 – Rio das mortes
- 1970 – Die Niklashauser Fart
- 1970 – Pionjärerna i Ingolstadt
- 1971 – Varning för en helig sköka
- 1972 – Frukthandlarens fyra årstider
- 1972 – Petra von Kants bittra tårar
- 1973 – Acht Stunden sind kein Tag (TV-miniserie i fem delar, ungefär Åtta timmar är inte hela dagen)
- 1973 – Martha
- 1973 – Welt am Draht (TV-film i två delar; ungefär Världen på en tråd)
- 1974 – Rädsla urholkar själen
- 1974 – Effi Briest
- 1975 – Frihetens nävrätt
- 1975 – Mamma Küsters himmelsfärd
- 1975 – Angst vor der Angst
- 1976 – Satans yngel
- 1976 – Kinesisk roulett
- 1977 – Bolwieser
- 1978 – Dubbelgångaren
- 1978 – Despair
- 1979 – Maria Brauns äktenskap
- 1979 – Den tredje generationen
- 1980 – Berlin Alexanderplatz
- 1981 – Lili Marleen
- 1981 – Lola
- 1982 – Veronika Voss längtan
- 1982 – Matrosen och stjärnan
- 1982 – Kamikaze 1989 (endast skådespelare)